# تپه کهریز ۱
تپه کهریز ۱ مربوط به دوره اشکانیان تا دوره سلجوقیان است و در شهرستان دره‌شهر، بخش مرکزی، دهستان زرین دشت، ۱۵۰ متری شمال غرب روستای فاضل آباد واقع شده و این اثر در تاریخ ۳۰ بهمن ۱۳۸۶ با شمارهٔ ثبت ۲۱۰۴۱ به‌عنوان یکی از آثار ملی ایران به ثبت رسیده است.